# Yaya DaCosta
Yaya DaCosta (née le 15 novembre 1982 à Harlem, New York) est une actrice américaine qui a commencé sa carrière comme mannequin, puis se fait remarquer en tant que candidate de l'émission de téléréalité, présentée par Tyra Banks, Top Model USA. 
Elle oriente ensuite sa carrière vers le cinéma et la télévision. 
Elle apparaît dans plusieurs séries télévisées et joue dans des longs métrages tels que Dance with Me (2006), The Messenger (2009), Tron : L'Héritage (2010), Time Out (2011), Le Majordome (2013), Ainsi va la vie (2014) et The Nice Guys (2016).
Auprès du grand public, elle se fait connaître grâce à son interprétation de Whitney Houston dans un téléfilm réalisé par Angela Bassett : Whitney Houston : Destin brisé (2015), mais surtout par le rôle d'April Sexton, une infirmière dans la série dramatique et médicale Chicago Med de la chaîne américaine NBC. Il s'agit d'une série dérivée de Chicago Fire et de Chicago PD dans lesquelles l'actrice intervient aussi de manière récurrente.

## Biographie

### Enfance et formation
Camara Yaya DaCosta Johnson naît à Harlem. Son père est brésilien et sa mère est originaire du Nigéria. Elle parle l'anglais, le portugais, le français et l'espagnol. Elle étudie l'histoire de l'Afrique à l'université Brown.

### Premiers pas sur les podiums et débuts de carrière d'actrice

Logo original de l'émission de télévision Top Model USA.

Elle participe, en 2004, à l'émission Top Model USA, créée et présentée par le top modèle Tyra Banks. Ce show propose, à un groupe de modèles en herbe, d'entamer une grande carrière dans le milieu de la mode. 
Bien qu'elle ne remporte pas le concours, elle arrive jusqu'en finale mais s'incline face à Eva Pigford. Yaya a su se démarquer et elle est depuis mannequin pour les agences Models 1 (it) de Londres et Ford Models de New York.
Elle tourne également dans de nombreuses publicités (Garnier, Sephora, Oil Of Olay). C'est grâce à ce show et son exposition, qu'elle décide de se lancer dans la comédie.
Elle commence à jouer la comédie en 2005 avec une apparition dans la série télévisée Eve.
Elle décroche ensuite un rôle important aux côtés de Rob Brown, Antonio Banderas et Alfre Woodard dans Dance with Me en 2006, qui réalise de bonnes performances au box-office pour un film du genre. La performance de Yaya est remarquée et l'actrice se retrouve nommée dans la catégorie Meilleure actrice lors de la cérémonie des Teen Choice Awards.
Les années qui suivent, elle est à l’affiche du film confidentiel Honeydripper, en 2007, et du film boudé par le public The Messenger, en 2009, mais très bien accueilli par les critiques.
Pour 2010 et 2011, elle continue les petites apparitions et décroche des seconds rôles dans les blockbuster Tron : L'Héritage et Time Out. Le premier doté d'un budget de 170 millions de dollars, en engrangera plus de 400 millions, le second rencontre un succès modéré que ce soit chez les critiques ou du côté du public.
Au cinéma, elle est à l'affiche de Tout va bien ! The Kids Are All Right avec Julianne Moore et Annette Bening, un film dramatique primé au festival du film de Sundance de 2010.
Elle rejoint ensuite la prestigieuse distribution du film Le Majordome sorti en 2013, aux côtés de Forest Whitaker. Présenté au Festival du cinéma américain de Deauville, le film reçoit des critiques élogieuses, une pluie de nominations et de récompenses et séduit le public. Elle apparaît la même année, en tant que personnage principal féminin, du film d'action Coup de filet aux côtés de Brendan Fraser, passé inaperçu.
Parallèlement à son incursion au cinéma, elle participe également à plusieurs séries télévisées : elle fait ses armes, en 2008, dans le soap opéra La Force Du Destin, très populaire aux États-Unis, rejoint la série Ugly Betty, en 2009, le temps de quelques épisodes, afin d'interpréter la fille du personnage emblématique Wilhelmina Slater jouée par Vanessa Williams.

### Révélation télévisuelle
Cette forte visibilité lui permet d'enchaîner les apparitions : elle joue les Guest dans les séries : New York Unité Spéciale, Mercy, American Wives et Body Of Proof.
Entre 2011 et 2012, elle apparaît dans deux épisodes de la série médicale à succès Dr House. 
En 2014, elle décroche un second rôle dans la comédie sentimentale And So It Goes aux côtés des respectés Michael Douglas et Diane Keaton et joue dans un épisode de la série policière Unforgettable.
C'est ainsi qu'elle est choisie, en 2015, pour interpréter la regrettée diva Whitney Houston dans le biopic, très controversé, Whitney Houston : Destin brisé, première réalisation de l'actrice Angela Basset.

Dans un entretien accordé à E ! News, Yaya a expliqué la difficulté d’incarner la chanteuse : 

« Toutes les scènes étaient compliquées à jouer puisque je devais rester fidèle à ce personnage, qui n’est pas sorti de l’imagination d’un scénariste. C’est une vraie personne qui a réellement vécu tout cela, et que tout le monde aimait. Il y avait une pression afin de rester dans les faits, de ne pas être outrageant tout en respectant la personne qu’elle était. »

La polémique déclenchée par le biopic ne nuit pas à la carrière de l'actrice. Sa performance est même saluée d'une nomination dans la catégorie Meilleure actrice dans un téléfilm ou une mini série par la cérémonie des Black Reel Awards.
Elle prête ensuite sa voix pour les besoins d'un épisode de la série d'animation populaire Les Simpson et elle est la première à rejoindre la distribution de la série Chicago Med.
Il s'agit de la troisième série créée par Dick Wolf (aussi créateur de New York : Unité spéciale et ses dérivés) dont l'intrigue se situe à Chicago et suit le quotidien des médecins et autre personnel de l'hôpital. Elle est liée à deux autres séries du même créateur, Chicago Fire (le personnage de Yaya (April Sexton) est d'ailleurs introduit dans celle-ci) et Chicago Police Department qui s'intéressent respectivement aux pompiers et aux policiers de la ville de Chicago. La série est un succès avec une moyenne de 8 millions de téléspectateurs aux États-Unis, elle est reconduite pour une seconde saison.
L'actrice n'abandonne pas pour autant le cinéma et elle rejoint Russell Crowe et Ryan Gosling pour la comédie The Nice Guys, sorti sur les écrans en 2016, le film est encensé par la critique.
En 2017, le show médical, Chicago Med est renouvelé pour une troisième saison grâce à la stabilité de ses audiences.
En 2018, DaCosta reste fidèle aux productions de la chaîne Lifetime, pour seconder Toni Braxton et Trevor Morgan dans le téléfilm Faith Under Fire de Vondie Curtis-Hall. Ce téléfilm dramatique raconte l'histoire d'Antoinette Tuff, une mère célibataire de Géorgie qui a su convaincre un homme armé venu faire un carnage dans une école primaire de se rendre.
Côté cinéma, elle rejoint la distribution du biopic Bolden, aux côtés de Michael Rooker, Ian McShane et Gary Carr ainsi que celle du drame Peel, avec Emile Hirsch et Amy Brenneman.

### Vie privée
Le 26 juin 2012, l'actrice se marie au producteur Joshua Bee Alafia. Ils deviennent parents d'un petit Sankara Alafia, né le 12 novembre 2013. Le couple annonce sa séparation à la fin de l'année 2014.
Yaya Dacosta serait en tête du classement des actrices les mieux payées, avec un revenu estimé à 75 millions d’euros durant l’année 2016. Selon le magazine économique People With Money, l’interprète d’April serait à la tête d’une fortune de 215 millions d’euros (patrimoine immobilier, contrats publicitaires, restaurants, ligne de vêtements…).

## Filmographie

### Cinéma
- 2006 : Dance with Me (Take the Lead) de Liz Friedlander : LaRhette
- 2007 : Honeydripper de John Sayles : China Doll
- 2009 : The Messenger de Oren Moverman : Monisa Washington
- 2010 : Tout va bien ! The Kids Are All Right (The Kids Are All Right) de Lisa Cholodenko : Tanya
- 2010 : Tron : L'Héritage (Tron : Legacy) de Joseph Kosinski : Siren
- 2011 : Time Out (In Time) de Andrew Niccol : Greta
- 2013 : Le Majordome (Lee Daniels' The Butler) de Lee Daniels : Carole Hammie
- 2013 : Coup de filet (Stand Off) de Terry George : Sophie
- 2013 : Mother of George de Andrew Dosunmu : Sade Bakare
- 2013 : Big Words de Neil Drumming : Annie
- 2014 : Ainsi va la vie (And So It Goes) de Rob Reiner : Kennedy
- 2016 : The Nice Guys : L.A. Détectives (The Nice Guys) de Shane Black : Tally
- 2019 : Peel de Rafael Monserrate : Sarah
- 2019 : Bolden de Dan Pritzker : Nora Bolden

### Télévision

#### Séries télévisées
- 2005 : Eve : Ms. Jenkins (saison 2, épisode 16)
- 2008 : La Force du destin : Cassandra Foster (44 épisodes)
- 2009 : Ugly Betty : Nico Slater (saison 4, 7 épisodes)
- 2009 : New York, unité spéciale : Audrina (saison 11, épisode 10)
- 2010 : Mercy : Brooke Sullivan (saison 1, épisode 17)
- 2010 : American Wives : Amber Stiles (saison 4, épisode 14)
- 2011 : Body of Proof : Holly Bennett (saison 1, épisode 3)
- 2011 : Weekends at Bellevue de Jack Bender : Vanessa (pilote non retenu par Fox Network[21])
- 2011 - 2012 : Dr House : Anita (saison 8, épisodes 8 et 10)
- 2012 : Dark Horse de Roland Emmerich : Amy (pilote non retenu par ABC[22])<
- 2014 : Unforgettable : Molly (saison 3, épisode 4)
- 2015 : Les Simpson : Princesse Kemi (voix, saison 26, épisode 15)
- 2015 : Chicago Fire : April Sexton (rôle récurrent)
- 2015 - 2020 ... : Chicago Med : April Sexton (rôle principal)
- 2017 - ... : Chicago Police Department : April Sexton (rôle récurrent)
- 2023 -... : La Défense Lincoln : Procureure adjointe Andrea Freemann

#### Téléfilms
- 2008 : Racing For Time de Charles S. Dutton : Vanessa
- 2015 : Whitney Houston: destin brisé de Angela Bassett : Whitney Houston
- 2018 : Faith Under Fire de Vondie Curtis-Hall : Kendra McCray

### Clips vidéo
- 2006 : Pullin' Me Back de Chingy
- 2007 : Roc Boys de Jay-Z
- 2009 : Beautiful Girl (en)de Sean Kingston
- 2011 : Good Man de Raphael Saadiq

## Distinctions
Sauf indication contraire ou complémentaire, les informations mentionnées dans cette section proviennent de la base de données IMDb.

### Nominations
- Teen Choice Award 2006 : Meilleure actrice pour Dance With Me
- Black Reel Awards 2008 : Meilleure distribution pour Honeydripper
- Washington DC Area Film Critics Association Awards 2010 : Meilleure distribution pour Tout va bien ! The Kids Are All Right
- Phoenix Film Critics Society Awards 2010 : Meilleure distribution pour Tout va bien ! The Kids Are All Right
- Central Ohio Film Critics Association Awards 2011 : Meilleure distribution pour Tout va bien ! The Kids Are All Right
- Black Reel Awards 2011 : Meilleure distribution pour Tout va bien ! The Kids Are All Right
- Acapulco Black Film Festival 2014 : Meilleure distribution pour Le Majordome
- Black Reel Awards 2016 : Meilleure actrice dans un téléfilm ou une mini série pour Whitney Houston : Destin brisé